# Тёрнбулл, Бертран
Бертран Тёрнбулл (англ. Bertrand Turnbull; 19 апреля 1887, Кардифф — 17 ноября 1943, Кардифф) —  валлийский хоккеист на траве, вратарь; крикетист. Бронзовый призёр летних Олимпийских игр 1908 года.

## Биография
Бертран Тёрнбулл родился 19 апреля 1887 года в британском городе Кардифф.
Играл в хоккей на траве за «Кардифф» и сборную Южного Уэльса.
В 1908 году вошёл в состав сборной Уэльса по хоккею на траве на летних Олимпийских играх в Лондоне и завоевал бронзовую медаль, которая пошла в зачёт Великобритании. Провёл 1 матч, пропустил 3 мяча от сборной Ирландии.
Также играл в крикет за «Глостершир» в первом классе и за Гламорган в чемпионате малых графств.
Умер 17 ноября 1943 года в Кардиффе.

## Семья
Двоюродный брат — Филип Тёрнбулл (1887—1930), валлийский хоккеист на траве. Бронзовый призёр летних Олимпийских игр 1908 года.